# 八女提灯

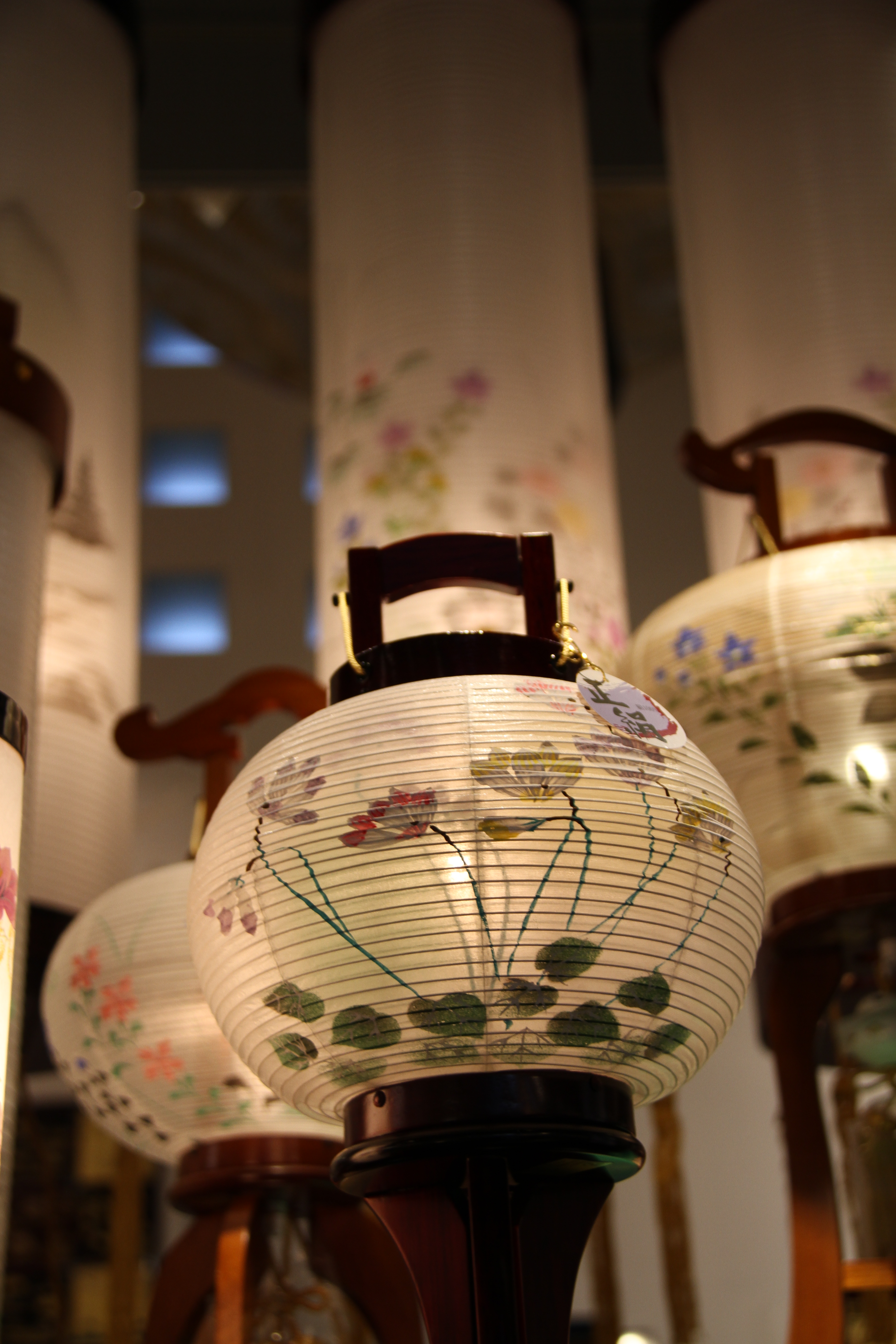
八女提灯。

日本の福岡県八女市で生まれ、製造されている提灯を八女提灯（やめちょうちん）という。昔は八女郡の福島町で生まれたことから福島提灯と呼ばれていた。八女提灯は盆提灯がメインで住吉提灯・大内行灯・御天丸(御殿丸)・博多長・門提灯などの種類がある。現在の大半の提灯の構造である一本の骨を螺旋状に巻くことは八女提灯が起源である。

## 歴史

### 創製
八女提灯は、福岡県八女郡に在る福島町で生まれた為、昔は福島提灯と呼ばれていた。
福島提灯は、文化年間(1813年頃)に福島町の荒巻文右衛門(あらまきぶんえもん)によって創製されたと伝えられている。当初、文右衛門が創製した提灯は場提灯(ばちょうちん)と称されて売り出された。場提灯は墓地等に吊り下げて使用するもので、山茶花(さざんか)や牡丹(ぼたん)等を単色で描いた大変素朴なものだった。これが福島提灯(八女提灯)の起源である。
文右衛門が創製した場提灯だが、その後、素朴ではあったが他に余り類を見なかったせいか売れ行きが比較的良好だった為、同地方の人で副業としてこれに携わる人が多くなった。そして筑後地方一円の需要に応じることとなった。更にその一部は博多に送って九州北部の沿岸地方及び九州沿岸の各島に転売した。福島提灯は専ら中元魂祭に供する仏壇用のものが多かったため、同地方は盆提灯の産地として名声を博した。

### 吉永太平の改良
降って安政年間(1854～59年頃)に入り、同じく福島に住む吉永太平(よしながたへい)という者が意匠を凝らして盆提灯の前途に一大革命を起こした。提灯の骨に使う竹を細く裂いて一本に繋げ螺旋状に巻く「一条螺旋式」を考案し、また典具帖紙に類似した薄紙を用いて仄か(ほのか)に内部が透けるようにしたのである。そしてこれに山水・草木・花鳥等の幽邃(ゆうすい)なる色彩文画を描画したため品質が向上し加えて雅致(がち)風流に富んでいた。涼み提灯として九州全土に大いに歓迎され、盛夏の折節に軒下や楼上等にかけて納涼用として利用された。
しかしながらこの提灯は描き絵に手間と費用を要するため、大量生産に不向きであり、広く一般の需要に応じることは出来なかった。

### 弟・吉永伊平の改良
明治初年に入ると藩政府の贅沢禁止令(ぜいたくきんしれい)が解かれ、一般庶民の生活様式における諸制限が撤廃されたために、福島提灯に対する需要が急速に伸びる条件が生まれた。この情勢に対応するために吉永太平の弟、伊平(いへい)が早描きの描画法を応用して、大いに製造時間と価格を低減することに成功した。これが福島提灯における第二次改良の端緒といわれている。また形状・絵画・付属品等も年を追って工夫改良を施したので各地の需要も急速に増加し、更に販路を拡大する為に一部はアメリカ・イギリス・香港・英領インド等の海外にも輸出されるようになった。そして遂に重要物産として世の称賛を博するまでに至った。

### 伝統工芸品の指定
その後、福島提灯は八女地方全域で生産されることとなった為、「八女提灯」と呼ばれるようになり、更に平成13年7月3日に、経済産業大臣より経済産業省として初の「日本の伝統的工芸品」に指定された。